# Альштедт
Альштедт (нім. Allstedt) — місто в Німеччині, розташоване в землі Саксонія-Ангальт. Входить до складу району Мансфельд-Зюдгарц.
Площа — 149,77 км2. Населення становить 7573 ос. (станом на 31 грудня 2021).